# ملعب بني عبيد
ملعب بني عبيد هو ستاد متعدد الاستخدامات يقع في مدينة بني عبيد في محافظة الدقهلية في مصر . و يستخدم في الغالب في مباريات كرة القدم حيث يستضيف مباريات العودة لنادي بني عبيد كما يحتوي على مضمار ألعاب قوى و يتسع الأستاد لأكثر من 30,000 متفرج .